# Persicaria glabra
Persicaria glabra är en slideväxtart som först beskrevs av Carl Ludwig von Willdenow, och fick sitt nu gällande namn av Gomez de la Maza. Persicaria glabra ingår i släktet pilörter, och familjen slideväxter. Inga underarter finns listade i Catalogue of Life.